# …オール・ディス・タイム
『…オール・ディス・タイム』（...All This Time）は、イギリスのミュージシャン、スティングが2001年に録音・発表したライブ・アルバム。日本で先行発売された。

## 背景
2001年9月11日、スティングはイタリアにおいて、200人ほどの観客（ファンクラブ会員、コンテストの勝者となったファン、友人など）を前にしたスペシャル・ライブを企画するが、本番の直前にアメリカ同時多発テロ事件が勃発した。観客の一人だった松下佳男（当時『ADLIB』誌編集長）によれば、スティングは開演直後に事件について言及し、1曲目の「フラジャイル」を歌った後に1分間の黙祷を行い、観客にライブを続けるべきか否かを問いかけて、最終的には観客の後押しもあって、演奏を続けたという。なお、「フラジャイル」のライブ録音は、本作に先がけて2001年10月22日にシングルとしてリリースされた。
収録曲のうち「ディエンダ」は本作が初出の新曲で、以前スティングのバンドのメンバーだったケニー・カークランド（1998年没）がブランフォード・マルサリスのアルバム『ロイヤル・ガーデン・ブルース』（1986年）に提供した曲に、歌詞をつけたものである。

## 反響・評価
全英アルバムチャートでは17週トップ100入りし、最高3位を記録した。一方、アメリカでは22週にわたりBillboard 200入りしたが、最高位は32位止まりであった。
ジェイムズ・ハンターは2001年11月13日付の『ローリング・ストーン』誌のレビューで5点満点中3.5点を付け「音楽的には冒頭の"Fragile"から、茶目っ気がありファンキーな"Hounds of Winter"や、古典的な構造で魂の自由を表現した"When We Dance"に至るまで、実に力強い」と評している。

## 収録曲
特記なき楽曲はスティング作。下記トラック・リストは日本盤CDに準拠しており、アメリカ盤CD (0694931692)は5. 7. 16.を除く15曲入り、ヨーロッパ盤
CD (493 156-2)は5. 16.を除く16曲入り、イギリス盤CD (493 180-2)は5.を除く17曲入りである。
1. フラジャイル - "Fragile" - 4:35
2. ア・サウザンド・イヤーズ - "A Thousand Years" (Sting, Kipper) - 3:01
3. パーフェクト・ラヴ - "Perfect Love...Gone Wrong" - 4:11
4. オール・ディス・タイム - "All This Time" - 5:19
5. セブン・デイズ - "Seven Days" - 4:39
6. ハウンズ・オブ・ウインター - "The Hounds of Winter" - 4:29
7. 君に夢中 - "Mad About You" - 3:36
8. 高校教師 - "Don't Stand So Close to Me" - 2:17
9. ホェン・ウィー・ダンス - "When We Dance" - 4:51
10. ディエンダ - "Dienda" (Sting, Kenny Kirkland) - 3:12
11. ロクサーヌ - "Roxanne" - 3:36
12. セット・ゼム・フリー - "If You Love Somebody Set Them Free" - 4:57
13. ブラン・ニュー・デイ - "Brand New Day" - 4:46
14. フィールズ・オブ・ゴールド - "Fields of Gold" - 3:50
15. バーボン・ストリートの月 - "Moon over Bourbon Street" - 3:07
16. シェイプ・オブ・マイ・ハート - "Shape of My Heart" - 2:06
17. ルーズ・マイ・フェイス・イン・ユー - "If I Ever Lose My Faith in You" - 4:30
18. 見つめていたい - "Every Breath You Take" - 5:04

## 参加ミュージシャン
- スティング - ボーカル、ギター、ベース
- キッパー - キーボード、プログラミング
- ジェイソン・リベロ - ピアノ
- ジェフ・ヤング - ハモンドオルガン、バッキング・ボーカル
- ドミニク・ミラー - ギター
- B・J・コール - ペダル・スティール・ギター
- クリスチャン・マクブライド - アコースティック・ベース
- マヌ・カチェ - ドラムス
- マルコス・スザーノ - パーカッション
- Haoua Abdenacer - ダラブッカ
- クリス・ボッティ - トランペット
- クラーク・ゲイトン - トロンボーン
- ジャキス・モレレンバウン - チェロ
- カトリース・バーンズ - バッキング・ボーカル
- ジャニス・ペンダーヴィス - バッキング・ボーカル